# Aktanyszbasz
Aktanyszbasz (ros. Актанышбаш) – wieś (dieriewnia) w Rosji, w Tatarstanie, w rejonie aktanyskim. W 2010 liczyła 370 mieszkańców.